# Olga Lepieszynska (tancerka)

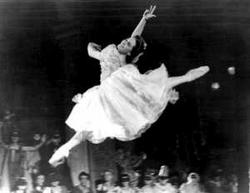
Olga Lepieszynska

Olga Wasiljewna Lepieszynska (ros. Ольга Васильевна Лепешинская; ur. 15 września?/28 września 1916 w Kijowie, zm. 20 grudnia 2008 w Moskwie) – rosyjska tancerka, solistka baletu moskiewskiego Teatru Wielkiego, Ludowy Artysta ZSRR.

## Życiorys
Pochodziła z polskiego rodu szlacheckiego osiadłego w Kijowie. Ukończyła szkołę choreograficzną przy Teatrze Wielkim. Jej debiut na scenie baletowej miał miejsce w 1925 roku. Dziesięć lat później zagrała główną rolę w balecie Troje grubasów według powieści Jurija Oleszy. Przedstawienie stało się bardzo popularne, a 18-letnia wówczas Lepieszynska zdobyła sławę.
Olga Lepieszynska utrzymywała bliskie stosunki z Poliną Żemczużyną, żoną Wiaczesława Mołotowa, była też znana jako „ulubiona baletnica Stalina”, który często bywał na jej występach.
Według brytyjskiego autora Nigela Westa, w 1935 roku na zlecenie NKWD została kochanką ambasadora Niemiec w Moskwie, Friedricha-Wernera von der Schulenburga.
Gdy ustanowiono Nagrodę Stalinowską, Olga Lepieszynska została w 1941 roku jej pierwszą laureatką za rolę w Don Kiszocie. Podczas II wojny światowej została członkinią „brygady frontowej” Teatru Wielkiego, występując dla radzieckich żołnierzy.
Po zakończeniu kariery baletowej pracowała szkoląc baletnice, m.in. w Berlinie, oraz jako sędzia w konkursach choreograficznych.
Pierwszym mężem Olgi Lepieszynskiej był Leonid Rajchman, generał NKWD. Po aresztowaniu Rajchmana w 1951 roku Lepieszynska wyrzekła się go jako „wroga ludu”, a po jego zwolnieniu w 1956 roku wzięła z nim rozwód. Drugim mężem tancerki był generał Aleksiej Antonow, szef sztabu Armii Czerwonej.
Pochowana na Cmentarzu Wwiedieńskim w Moskwie.